# Gåte
I Gåte sono un gruppo musicale norvegese formatosi nel 1999 a Trøndelag.
Hanno rappresentato la Norvegia all'Eurovision Song Contest 2024 con il brano Ulveham.

## Storia del gruppo
La band ha pubblicato il suo primo EP Gåte nel 2000, guadagnando rapidamente popolarità. Un secondo EP, anch'esso intitolato Gåte, è uscito nel 2002. Il loro primo album, Jygri, pubblicato nello stesso anno, si è rivelato un successo commerciale sia in Norvegia che altrove, soprattutto in Scandinavia e in Germania. La voce distintiva di Gunnhild Sundli ha catturato l'interesse dei giornalisti musicali, che hanno subito iniziato a speculare sulla sua partenza per intraprendere una carriera da solista. Dopo l'uscita di un altro EP, Statt Opp (Maggeduliadei) nel 2003 e il loro secondo album, Iselilja nel 2004, la band ha annunciato una pausa. Nel comunicato stampa del 6 settembre, una delle ragioni citate era che Gunnhild voleva dedicare tempo ad altre attività. Tuttavia, la loro casa discografica Warner Music Norway ha pubblicato nel 2006 un album dal vivo, intitolato Liva, registrato l'anno precedente alla Rockefeller Music Hall, con materiale bonus del loro concerto al festival di Roskilde nel 2003. Durante la prima parte della loro carriera, hanno fatto numerose tournée e suonato in numerosi festival musicali in Norvegia, oltre al grande festival internazionale di Roskilde in Danimarca. 
Il 24 ottobre 2009, la band è tornata in occasione del festival culturale Uka tenutosi a Trondheim. Successivamente è nato il desiderio di un piccolo tour estivo, portando il gruppo a tenere cinque concerti nell'estate del 2010. Hanno concluso con una performance all'Operataket di Oslo il 20 agosto 2010, segnando quello che si sarebbe rivelato essere un addio temporaneo per la band. 
I Gåte sono ritornati nel 2017 con l'EP Attersyn, seguito dall'album Svevn nel 2018. Nello stesso anno hanno iniziato nuovamente a fare tournée in Norvegia.
Nell'agosto 2023, i Gåte hanno annunciato che Sveinung Sundli avrebbe lasciato temporaneamente la band e non avrebbe partecipato alla tournée seguente.
La band è stata selezionata per partecipare al Melodi Grand Prix, la selezione norvegese per l'Eurovision Song Contest 2024, con la canzone Ulveham. Dopo essersi qualificati dalla seconda semifinale, hanno avuto accesso alla serata finale, ove sono risultati i vincitori della manifestazione canora, diventando di diritto i rappresentanti norvegesi sul palco eurovisivo della Malmö Arena. Nella gara di maggio, i Gåte superano la seconda semifinale ottenendo il 10º posto utile per qualificarsi alla serata finale; nella circostanza, con 16 punti, la band si classifica al 25º e ultimo posto.

## Stile e influenze
Nel repertorio dei Gåte compaiono sia musiche originali che musiche direttamente derivate dalla tradizione norvegese. Alcune di esse traggono ispirazione e si basano sui poemi della poetessa norvegese Astrid Krogh Halse. Tra queste troviamo Følgje ("Compagno") e Stengd Dør ("Porta Chiusa").
La musica che creano mescola strumenti tipici del moderno quali chitarre e tastiere elettroniche, a strumenti più classici come il violino. La voce singolare della cantante Gunnhild Sundli amalgama il tutto creando colorate e dolcissime melodie.

## Formazione
Attuale
- Gunnhild Sundli – voce (1999-2005, 2009-2010, 2017-presente)
- Magnus Børmark – chitarra (1999-2005, 2009-2010, 2017-presente)
- Jon Even Schärer – batteria, cori (2017-presente)
- Mats Paulsen – basso, cori (2017-presente)

Turnisti
- John Stenersen – nyckelharpa, tastiera, voce (2023-presente)

Ex componenti
- Halvor Hoem – chitarra (1999-2001)
- Martin Langlie – batteria (1999-2005)
- Gjermund Landrø – basso, cori (2000-2005)
- Kenneth Kapstad – batteria, percussioni (2005)
- Ole Jonas Storli – tastiera (2017)
- Katrin Frøder – basso, tastiera, cori (2017)
- Sveinung Sundli – voce, violino, tastiera (1999-2005, 2009-2010, 2017-2023)

## Discografia
- 2002 – Jygri
- 2004 – Iselilja
- 2018 – Svevn
- 2021 – Nord

## Premi e riconoscimenti
- Spellemannprisen[9]
  - 2002 – Miglior artista esordiente (Jygri)